# Nephrotoma umbonis
Nephrotoma umbonis är en tvåvingeart som beskrevs av Alexander 1964. Nephrotoma umbonis ingår i släktet Nephrotoma och familjen storharkrankar. Inga underarter finns listade i Catalogue of Life.